# Новогиреевская улица (Москва)
Новогире́евская у́лица (название утверждено 28 февраля 1964 года) — улица в Восточном административном округе города Москвы на территории районов Перово и Новогиреево. Проходит от шоссе Энтузиастов до Перовской улицы. Нумерация домов начинается от шоссе Энтузиастов.

## Происхождение названия
Получила название в 1964 году по направлению к подмосковному дачному посёлку Новогиреево.

## История
28 февраля 1964 года Новогиреевская улица была образована из улицы Свободы, Новогиреевского шоссе и Левоокружного проезда.

## Примечательные здания и сооружения
По нечётной стороне:

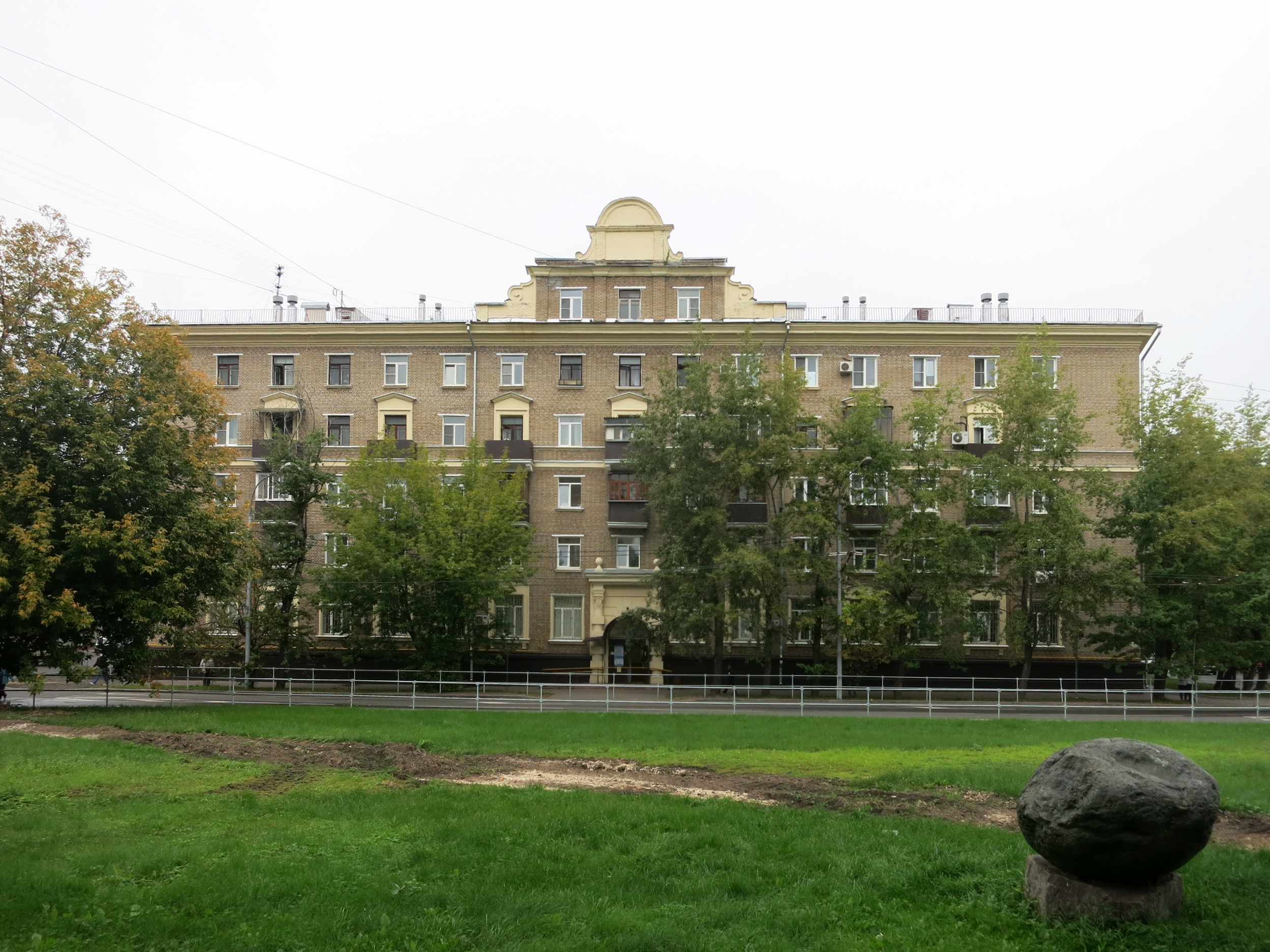
Новогиреевская ул, д. 47/26

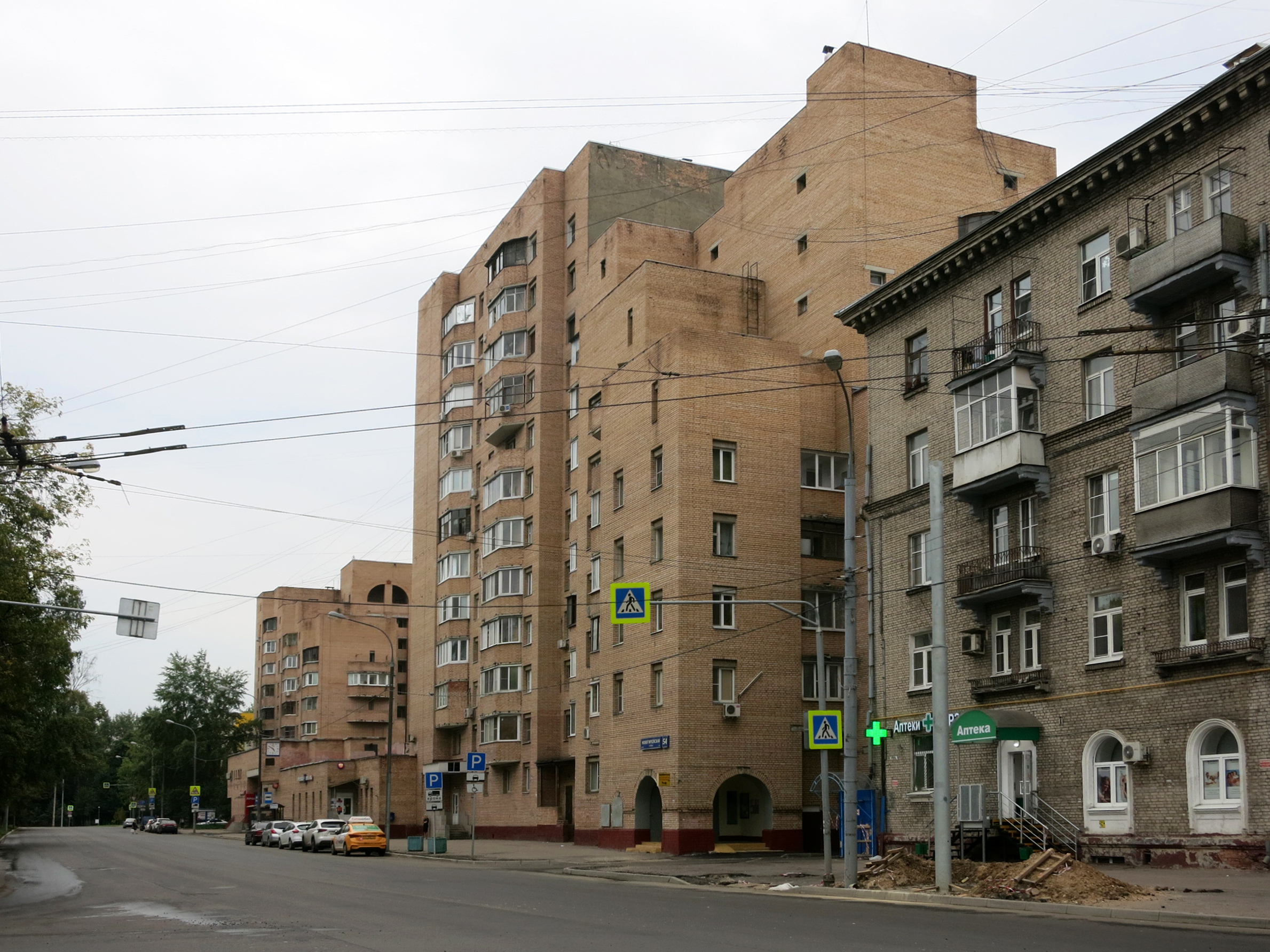
Новогиреевская ул, дома 54 и 52 (справа)

- № 1 — Городская клиническая больница № 60.
- № 3 — Медицинский колледж № 3 (Медицинское училище № 12).
- № 3а — ФБУН ЦНИИ Эпидемиологии Роспотребнадзора, Центр молекулярной диагностики.
- № 5 — АТС 304, 305.
- № 7 — жилой дом с мастерскими художников («Красный дом в Новогиреево»), построен в 1939 году. Здесь жили и работали В. А. Фаворский[5], И. С. Ефимов, Н. Я. Симонович-Ефимова[6].
- № 11 — двухэтажное торговое здание (магазины «Пятёрочка», «Дочки-Сыночки», аптека).
- № 17 — Детская стоматологическая поликлиника № 46, жилой дом.
- № 37А — Музей Вадима Сидура[4].
- № 47/26 — Пенсионный фонд, главное управление № 7, Перовское управление № 3, жилой дом. Здесь жил историк А. Н. Шефов[7].
- № 49/28 — жилой дом
- № 51, корп. 1 — жилой дом
- № 53 — жилой дом, ветеринарная клиника «БиоВет»

По чётной стороне:
- № 6 — Детский сад № 843.
- № 28 — Инженерная служба района Перово, жилой дом.
- № 52 — Инженерная служба района Новогиреево, жилой дом.
- № 54 — Муниципалитет внутригородского муниципального образования Новогиреево, Инженерная служба района Новогиреево, жилой дом.
- № 54, стр. 1 — Отделение связи 111394, Сбербанк — Лефортовское отделение № 6901/01627.
- № 58 — Детская школа искусств № 1 им. Н. А. Римского-Корсакова.

## Транспорт
- Станции метро (Калининская линия):
  - «Перово» — в 650 м от пересечения с Зелёным проспектом.
  - «Новогиреево» — в 1050 м от пересечения с Зелёным проспектом.
- Автобусы 7, 36, 125, 141, 211, 254, 449, 620, т30, а также 776, 787 — от Зелёного проспекта на юг.
- Железнодорожный транспорт:
  - «Новогиреево» — в 1330 м от пересечения с Полимерной улицей.
  - «Кусково»  — в 1120 м от пересечения с Полимерной улицей.